# NGC 6931
NGC 6931 је спирална галаксија у сазвежђу Јарац која се налази на NGC листи објеката дубоког неба.
Деклинација објекта је - 11° 22' 8" а ректасцензија 20h 33m 41,4s. Привидна величина (магнитуда) објекта NGC 6931 износи 13,7 а фотографска магнитуда 14,5. NGC 6931 је још познат и под ознакама MCG -2-52-16, IRAS 20309-1132, PGC 64963.